# Brobdingnag
Brobdingnag è una terra immaginaria presente nel romanzo I viaggi di Gulliver di Jonathan Swift.
Gulliver esplora questa terra, una penisola attaccata all'ovest del Canada, i cui abitanti sono alti circa 22 metri, durante il suo secondo viaggio.
Il re di Brobdingnag, dopo aver ascoltato le narrazioni di Gulliver riguardo ai governi europei, descrive gli europei come "la più pericolosa razza di piccoli odiosi parassiti che abbiano mai strisciato sulla superficie della Terra".
Da questa parola è nato l'aggettivo brobdingnagiano, col significato di enorme, gigantesco, usato per definire sia persone che oggetti.

## Posizione e geografia

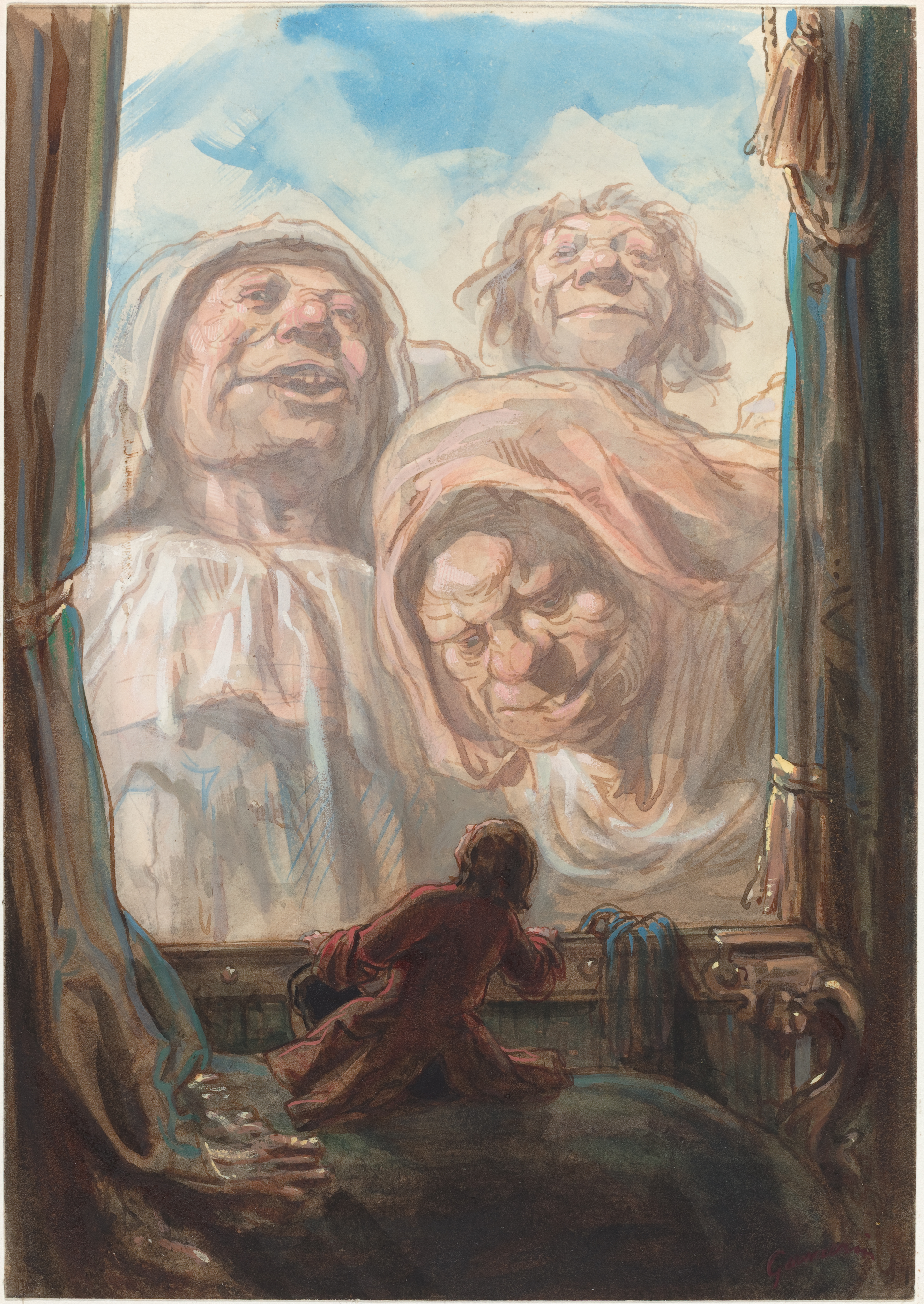

Swift descrive la posizione di Brobdingnag e la sua geografia, nel testo della Parte II di "Gullivers Travels", e fornisce una mappa che mostra dove si trova. Tuttavia, questi resoconti sono in qualche modo contraddittori.
La mappa stampata all'inizio della parte II indica che Brobdingnag si trova sulla costa nord-occidentale del Nord America, probabilmente in quello che è oggi Columbia britannica. Mostra (da sud a nord) Punta Monterey, Port Sir Francis Drake, Capo Mendocino, Capo S.Sebastiano, Cape Blanco e il semi-mitico Stretto di Anián, tutte località sulla costa del Pacifico del Nord America, e raffigura Brobdingnag come una penisola che si estende a ovest nel Pacifico a nord dello Stretto.
Nel libro Gulliver descrive il suo viaggio dall'Inghilterra. Dopo lo svernamento al Capo di Buona Speranza, la nave raggiunse una latitudine di cinque gradi a sud, a nord del Madagascar nel marzo 1703, e le Molucche, "circa tre gradi a nord della linea dell'equatore" in aprile. Da lì la nave è guidata da una tempesta "circa cinquecento leghe ad est" (ciò porterebbe la nave in Micronesia), dopo di che l'equipaggio decide di "tenere sulla stessa rotta anziché girare più a nord, il che potrebbe averci portato nelle parti nord-occidentali del Grande Tartaria ". Avvistarono terra, che Gulliver scoprì in seguito essere Brobdingnag, il 16 giugno 1703.
Si dice che Brobdingnag sia un continente penisola 6,000 miglia (9,656 km) lungo e 3,000–5,000 miglia (4,828–8,047 km) miglia largo, che si basa sulla posizione data da Gulliver suggerirebbe di coprire gran parte del Pacifico del nord. Al contrario, la sua mappa mostra che Brobdingnag ha dimensioni simili a quelle dell'attuale stato di Washington, e la sua descrizione del viaggio lo colloca in un viaggio di sei settimane dalle Molucche.
Swift era molto scettico sull'affidabilità dei resoconti di viaggio del tempo e le improbabili descrizioni geografiche sono forse una parodia di molti libri di viaggio inaffidabili pubblicati all'epoca che Percy Adams descrive come "bugie di viaggio".
Nel libro si dice che questa nazione sia situata tra Giappone e California, che si estende per seimila miglia (9700 km) di lunghezza e tra le tre e le cinquemila miglia (4800/8000 km) di larghezza. È descritta come una penisola, terminante a nord-est con una catena di vulcani fino a 30 miglia (48 km) che separa il paese da terre sconosciute che si trovano al di là della catena. È circondato per gli altri tre lati dall'oceano e la gente non è mai stata in grado di sviluppare navi oceaniche. La terra "ha 51 grandi città, circa 100 cittadine murate e un gran numero di villaggi".
Si dice inoltre che Lorbrulgrud sia la capitale dove il re risiede in un palazzo sul mare a Flanflasnic. La capitale "contiene oltre 80.000 case" e "è lunga tre glonglungs (circa cinquantaquattro miglia inglesi) e due e mezzo di larghezza".
Gulliver ci dice che Lorbrulgrud era "situato vicino al centro di quell'impero" e che si trovava a tremila miglia di distanza dalla casa del contadino sulla costa, che il viaggio durò dieci settimane e che "attraversarono cinque o sei fiumi molto più larghi e profondi del Nilo o del Gange ", e" non vi era quasi un rivolo più stretto di come sia il Tamigi a London Bridge ".

## Abitanti
Gli abitanti sono descritti come giganti, ma a differenza del suo racconto su Lilliput, Gulliver non dice esattamente quanto siano grandi le persone di Brobdingnag, salvo una bambina di nove anni, Glumdalclitch, che gli insegna la lingua e si erge "alta non più di 40 piedi (12 metri circa), piccola per la sua età". In almeno due casi, afferma esplicitamente che gli occhi di un Brobdingnagiano sono "sopra i sessanta piedi" (poco più di 18 metri) da terra, dando un rapporto di almeno undici a uno. Rapporto confermato anche quando riporta che una persona come lui "sembrerebbe irrilevante per questa nazione come un lillipuziano sarebbe tra noi", suggerendo che si applicava all'inverosimile lo stesso rapporto di dodici a uno dato per i lillipuziani. 
Gulliver descrive anche la visita al tempio principale di Lorbrulgrud, la cui torre era la più alta del regno, ma torna deluso perché alta meno di 1000 metri, per cui in proporzione è inferiore al campanile di Salisbury tenendo conto dell'altezza media della popolazione.
Tutti gli altri animali e piante, e persino le caratteristiche naturali come i fiumi e persino grandine, sono in proporzione agli abitanti umani. I ratti hanno le dimensioni di mastini, con code "lunghe due iarde” (circa 1,8 metri), mentre i mastini hanno la mole di quattro elefanti. Gulliver descrive le mosche "grandi quanto un'allodola", e le vespe delle dimensioni delle pernici, con pungiglioni "lunghi un pollice e mezzo e affilate come aghi". Ciò significa anche che il paese è molto pericoloso per le persone di normale dimensione, come evidenziato da Gulliver che usa il suo paloscio molto più spesso qui, attaccando i parassiti, che in qualsiasi altro degli strani paesi che visita, ma non contro le persone che sono civili. Un splacknuck è un animale lungo circa 6 piedi (1,8 m), a cui Gulliver viene paragonato in termini di dimensioni, anche se non viene mai spiegato a quale animale corrisponda. Si dice che i fossili dimostrino come gli antenati dei Brobdingnagiani fossero ancora più grandi, ma è possibile che gli studiosi abbiano identificato erroneamente i fossili come umani, cosa che accadde anche in Europa a quel tempo.

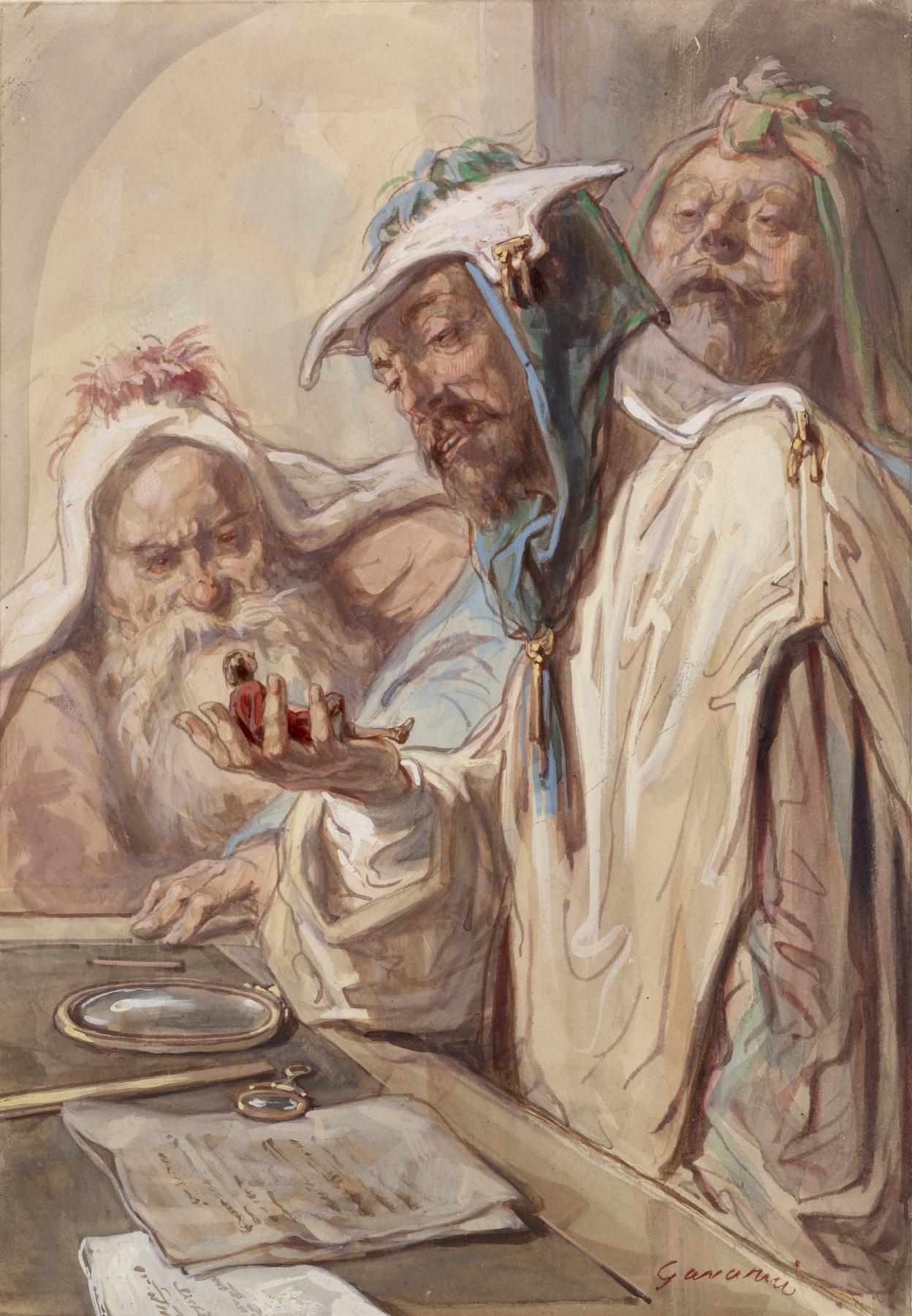
Gulliver e i filosofi brobdingnagiani (illustrazione di Paul Gavarni)

## Storia e cultura
Swift descrive i Brobdingnagiani attenti alla storia, la poesia, l'etica, e soprattutto alla matematica che è il loro punto di forza. La stampa è nota da tempo, ma le biblioteche sono relativamente piccole. Infatti è il re che ha la più grande biblioteca, che tuttavia contiene circa mille volumi. I brobdingnagiani prediligono uno stile letterario chiaro.
In passato, ci sono state battaglie tra la monarchia, la nobiltà e il popolo che portarono a una serie di guerre civili concluse con un trattato. Al momento della visita di Gulliver la monarchia si basa sulla ragione. I funzionari della città sono eletti a scrutinio. 
Gli abitanti di questa terra hanno un senso morale molto sviluppato ed evoluto. Il re di Brobdingnag trova istituzioni e comportamenti inglesi manchevoli rispetto a quelli del suo paese. Basandosi sulle descrizioni di Gulliver del loro comportamento, il re descrive l'inglese come "la razza più perniciosa di piccoli odiosi parassiti di cui la natura abbia mai sofferto lo strisciare sulla superficie della terra". Swift intendeva che il rapporto di dimensione morale tra inglese e brobdingnagiano fosse sproporzionato quanto il rapporto di dimensioni fisiche.
Si dice che l'esercito di Brobdingnag sia grande con 207.000 truppe di cui 32.000 di cavalleria sebbene la società non abbia nemici noti. La nobiltà locale comanda le forze; armi da fuoco e polvere da sparo sono sconosciute a loro. Il re rimprovera Gulliver quando cerca di interessare lo statista all'uso della polvere da sparo.
Le leggi di Brobdingnag sono semplici e facili da seguire. C'è poco contenzioso civile. Gli assassini vengono decapitati.